# Покровка (Чарышский район)
Покровка — село в Чарышском районе Алтайского края. До 4 марта 2022 года входило в состав сельского поселения Сентелекский сельсовет.

## История
Основано в 1873 году. В 1928 году состояло из 150 хозяйств, основное население — русские. В административном отношении являлось центром Покровского сельсовета Бащелакского района Бийского округа Сибирского края.

## Население
| 1926 | 1997 | 1998 | 1999 | 2000 | 2001 |
| ---- | ---- | ---- | ---- | ---- | ---- |
| 794  | ↘157 | ↗179 | ↗183 | ↗186 | ↘168 |
| 2002 | 2003 | 2004 | 2005 | 2006 | 2007 |
| ↗176 | ↗183 | ↘166 | ↗172 | ↗177 | ↘159 |
| 2008 | 2009 | 2010 | 2011 | 2012 | 2013 |
| ↗172 | ↗175 | ↗188 | ↗189 | ↘185 | ↘183 |

Национальный состав
Согласно результатам переписи 2002 года, в национальной структуре населения русские составляли 99 %.